# أريستبوس
إريستبوس القوريني (بالإنجليزية: Aristippus) (بالإغريقية: Aristippe)، فيلسوف إغريقي مثالي (435/436 - 355 ق.م)، وسفسطائيا، وتلميذ من تلامذة سقراط، من قورينا في شرق ليبيا أسس فيها مدرسة فلسفية عُرفت بمدرسة اللذة أو المدرسة القورينائية أو الهيدونية. وعلى الرغم من أن حياتَهُ وآراءَهُ جاءت متفقةً مع مبادئ هذه المدرسة، إلا أنه مِن المُحتمل أن يكون حفيده - ويسمى أيضًا أرستبس- هو الذي صاغ لأول مرة هذهِ المبادئ في منظومة مُتَّسقة. وقد ضاعت مؤلفاته جميعها.
ربط اريستبوس الحسية في نظرية المعرفة بمذهب اللذة في فلسفة الأخلاق، واعتبر اللذة هي الغرض الأقصى للحياة، غير أنه نادى بضرورة ألا يكون الإنسان خاضعاً للذة فعلى الإنسان أن يسعى إلى المتعة العقلية التي هي أكبر النعم، كما يعتقد.

## فلسفة إريستبوس
جَعَلَ أرستبس هدفه من حياتهِ الاستمتاع باللَذَة الحاضرة، واجتناب الندم على ما فات، والعناء في سبيل المستقبل؛ لكن قوام السعادة هو ضبط هذه اللَّذَّة أو التحكم فيها على نحوٍ ذكيٍ حكيمٍ، وليس هو الخضوعُ لها، كلا! ولا هو الحِرمان منها. من هنا كانت مقولته الشهيرة عن علاقته بعشيقتهِ «لايس» التي كان يُنفقُ عليها الكثير:
((إنني أَملِكُ «لايس» وليستْ هي التي تَملِكُنِي)). 
وكلّ الأفعال في نظرهِ محايدة (لا تَتَّصف بخيرٍ أو شرٍّ) إلاَّ من حيث هي وسائل تنتج اللَّذّّةَ لصاحبِها. 
وقد جعل أرستبس من حياته فنًّا يُكيِّفُ به نفسه لظروفِ المكان والزمان وظروف نفسه، ويلعب به دوره على النحو الملائم أيًّا ما كانت الظروف، وهي براعةٌ أظهرَها على وجه الخصوص في بلاط «ديونيسيوس» ملك سراقوسة. 
وقد قِيْلَ عنه أنه الإنسان الوحيد الذي يستطيع أن يبدو بمظهر السَّيِّد المُتأنِّق أو أن يرتدي الخِرَق البالية، والواقع أنه كان ذا قُدرة فائقة على الاستمتاع، مُقترنة بحريّة كبيرة من أَسْرِ الحاجات، وهو اقتران أدَّى بأَتْبَاعِهِ فيما بعدُ إلى صعوبة اختيارهم لمُثُلِهِم العُليا. 

## روابط خارجية
- أريستبوس على موقع الموسوعة البريطانية (الإنجليزية)
- أريستبوس على موقع إن إن دي بي (الإنجليزية)